# Недільний тато
«Недільний тато» (рос. «Воскресный папа») — російський радянський фільм кіностудії «Ленфільм» 1985 року.

## Зміст
Батьки хлопчика розлучені завдяки підступам його бабусі. Та їхні почуття зовсім не згасли. Батько може бачити його тільки на вихідних, а наш герой вигадує безліч способів, щоб його батьки знову були разом.

## Ролі
- Діма Гранкін — Альошка
- Юрій Дуванов — тато, Дмитро Дмитрович Сергієв, лікар
- Тамара Акулова — Маша Сергієва
- Галина Польських — Зоя Олександрова
- Борис Щербаков — Петя, залицяльник Маші
- Віктор Шульгін — Дмитро Сергійович Сергієв
- Ніна Ургант — Ніна Сергієва
- Віра Глаголєва — Лена, вихователька
- Аня Нахапетова — Ніна, дочка Олени
- Михайло Кокшенов — батько двох хлопчаків

## Знімальна група
- Режисер: Наум Бірман
- Сценарист: Едуард Акопов
- Композитор: Веніамін Баснер
- Оператор: Генріх Маранджян
- Художник-постановник: Всеволод Улітко
- Звукорежисер: Галина Горбоносова